# Double Destinée (téléfilm)
Pour l’article homonyme, voir Double Destinée.
Double Destinée (All About Christmas Eve) est un téléfilm de Noël américain réalisé par Peter Sullivan et diffusé le 9 décembre 2012 sur Lifetime et en France le 4 juillet 2013 sur M6.

## Synopsis
La belle Eva Wright est dans une position difficile: elle doit choisir entre sa carrière et son petit-ami. D'une part, sa patronne responsable d'une tâche importante pour Aiden Green, qui lui est à la tête d'une nouvelle entreprise prometteuse, mais d'autre part, les vacances prévues avec Darren, son petit-ami pourrait tomber à l'eau… Mais le destin va prendre soin de lui montrer la voie à suivre.

## Fiche technique
- Titre original : All About Christmas Eve
- Réalisation : Peter Sullivan (en)
- Scénario : Hanz Wasserburger d'après une histoire de Jeffrey Schenck et Peter Sullivan
- Photographie : Roberto Schein
- Musique : Matthew Janszen
- Durée : 71 minutes
- Pays :  États-Unis

## Distribution
- Haylie Duff (VF : Catherine Desplaces) : Eve/Evelyn Wright
- Chris Carmack (VF : Denis Laustriat) : Aidan Green
- Connie Sellecca (VF : Pauline Larrieu) : Elizabeth Cole
- Patrick Muldoon (VF : Maurice Decoster) : Tino
- Stephen Colletti (VF : Charles Germain) : Darren
- Bianca Lawson (VF : Fily Keita) : Lila
- Diana DeGarmo : elle-même
- Gib Gerard (VF : Antoine Schoumsky) : Matt
- Chelsea Bernier : Tiffany
- Margot Rose (en) : Ellen
- Tim Haldeman : Wesley
- Mark Lindsay Chapman : Gavin

Sources et légende : Version française selon le carton de doublage français.

## Accueil
Le téléfilm a été vu par 1,521 million de téléspectateurs lors de sa première diffusion.